# Vapaamielisten liitto
Der Liberale Bund bzw. Bund der Freisinnigen (Finnisch: Vapaamielisten liitto (VL), Schwedisch: De Frisinnades Förbund) war eine von 1951 bis 1965 bestehende Partei in Finnland. 
Im Frühjahr 1951 löste sich die Nationale Fortschrittspartei auf, woraufhin sich die Volkspartei Finnlands und der Liberale Bund gründeten. Die Mehrheit der ehemaligen Mitglieder der Fortschrittspartei wurden Mitglied der Volkspartei während eine Minderheit unter der Führung von Sakari Tuomioja und der sogenannten „Helsinki-Gruppe“ den Liberalen Bund gründeten. Der Einfluss des Liberalen Bundes blieb gering, das beste Wahlergebnis erreichte er bei der Parlamentswahl 1962 mit 0,52 %. Es war auch die einzige Wahl, nach der mit Erkki Paavola ein Mitglied der Partei in den finnischen Reichstag einziehen konnte. Tuomioja leitete zwischen November 1953 und Mai 1954 eine Übergangsregierung, 1956 kandidierte er bei der Präsidentschaftswahl und wurde dabei auch von der konservativen Nationalen Sammlungspartei unterstützt. In der Wahlversammlung wurde seine Kandidatur vor dem zweiten Wahlgang zurückgezogen, in der vergeblichen Hoffnung, dadurch einen Sieg des Landbund-Kandidaten Urho Kekkonen verhindern zu können.
1965 vereinigten sich der Liberale Bund und die Volkspartei Finnlands zur Liberalen Volkspartei.
Die Partei veröffentlichte die Blätter Tiedoituskirje (1952–1953) und Vapaamielinen (1954–1965). Sie war außerdem Mitglied der Liberalen Internationale.

## Wahlergebnisse

### Reichstagswahlen
| Jahr | Stimmen | Prozent | Abgeordnete |
| ---- | ------- | ------- | ----------- |
| 1951 | 4.936   | 0,3 %   | 0           |
| 1954 | 6.810   | 0,3 %   | 0           |
| 1958 | 6.242   | 0,3 %   | 0           |
| 1962 | 12.000  | 0,5 %   | 1           |

### Präsidentschaftswahlen
| Jahr | Kandidat        | Stimmen   | Prozent | Wahlmänner |
| ---- | --------------- | --------- | ------- | ---------- |
| 1956 | Sakari Tuomioja | 32.662 ²  | 1,7 %   | 3          |
| 1956 | Sakari Tuomioja | 340.311 ³ | 17,9 %  | 54         |
| 1962 | –               | 7.898     | 0,4 %   | 1          |

² Stimmen für Wahlmänner des Liberalen Bundes

³ Stimmen für Wahlmänner der Sammlungspartei